# Agathotoma quadriseriata
Agathotoma quadriseriata is een slakkensoort uit de familie van de Mangeliidae. De wetenschappelijke naam van de soort is voor het eerst geldig gepubliceerd in 1919 door Dall.